# Instytut Gospodarki Narodowej
Instytut Gospodarki Narodowej – jednostka organizacyjna Komisji Planowania przy Radzie Ministrów, powołana w celu prowadzenie prac naukowo-badawczych w zakresie całokształtu problemów związanych z rozwojem kraju i wszystkich struktur gospodarczych Państwa.

## Powołanie Instytutu
Na podstawie zarządzenia Prezesa Rady Ministrów z 1981 r. w sprawie utworzenia Instytutu Gospodarki Narodowej ustanowiono Instytut. Powołanie Instytutu pozostawało w ścisłym związku z ustawą z 1961 r. o instytutach naukowo-badawczych.
Nadzór nad Instytutem sprawował Przewodniczący Komisji Planowania przy Radzie Ministrów. Siedzibą Instytutu było m.st. Warszawa.

## Przedmiot działania Instytutu
Przedmiotem działania Instytutu było prowadzenie prac naukowo-badawczych w zakresie problemów:
- planowania i polityki gospodarczej,
- studiów strategiczno-rozwojowych,
- funkcjonowania i organizacji gospodarki narodowej,
- zewnętrznych uwarunkowań rozwoju gospodarczego.

## Kierowanie Instytutem
Na czele Instytutu stał dyrektor, który kierował samodzielnie działalnością Instytutu  i był za nią odpowiedzialny. Dyrektora i jego zastępców powoływał i odwoływał Przewodniczący Komisji Planowania przy Radzie Ministrów.

## Rada Naukowa
W instytucie powołano Radę Naukową, której zadaniem było:
- opiniowanie projektu budżetu,
- opiniowanie działalności i planu prac Instytutu,
- inicjowanie prac naukowo-badawczych,
- innych czynności określonych w statucie.

## Wydatki i dochody
Wydatki i dochody Instytutu były objęte budżetem Państwa (budżet centralny) w części dotyczącej Komisji Planowania przy Radzie Ministrów.